# Diksoniovité
Diksoniovité (Dicksoniaceae) je čeleď kapradin z řádu cyateotvaré. Jsou to stromovité kapradiny s přímým nevětveným kmenem nesoucím na vrcholu růžici velkých listů. Rostou v tropech a subtropech Asie, Austrálie a Ameriky. Nejznámějším zástupcem je diksonie.

## Popis
Diksoniovité jsou suchozemské stromovité kapradiny se vzpřímeným a většinou nevětveným kmenem nesoucím na vrcholu růžici velkých listů. Cévní svazky ve stonku jsou buď v souvislém kruhu s dření uprostřed (sifonostélé) nebo rozpadlé na jednotlivé svazky (diktyostélé). Kmen je na vrcholu hustě pokrytý chlupy a bez šupin. Listy jsou obvykle přes 1 metr dlouhé, 2x nebo vícekrát zpeřené, v pupeni spirálovitě stočené. Na bázi řapíku bývají vytrvalé chlupy, ostny chybějí. Sterilní a fertilní listy se neliší nebo jen málo. Žilnatina v posledních segmentech listů je zpeřená, s volnými, jednoduchými nebo vidličnatě větvenými žilkami.
Výtrusné kupky se tvoří na konci žilek při okraji listů. Kupky jsou chráněny 2 chlopněmi: vnitřní je tenká, vnější je tlustá, tvořená ztlustlým koncem žilky a za zralosti se otevírající. Sporangia jsou početná, s nepřerušeným prstencem, obsahující 64 spor. Spory jsou kulovité nebo čtyřhranné. Gametofyt je nadzemní, zelený, srdčitý nebo protáhlý.

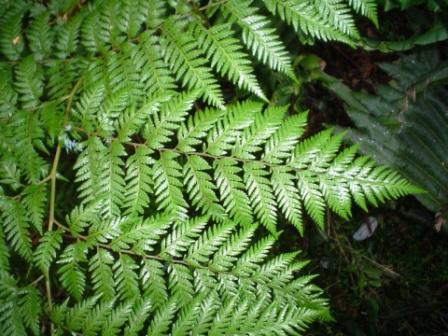
List Lophosoria quadripinnata
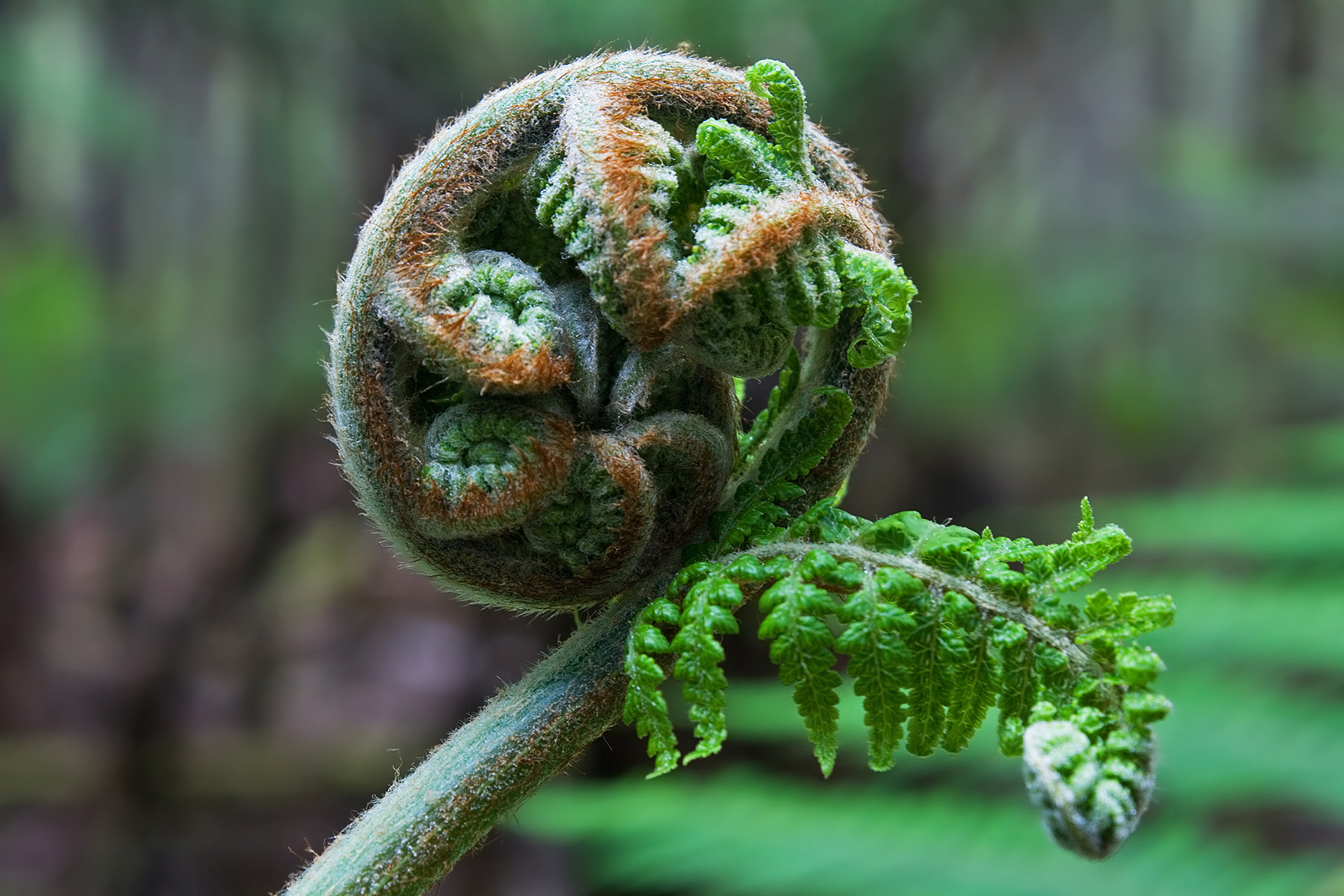
Rozvíjející se list Dicksonia antarctica
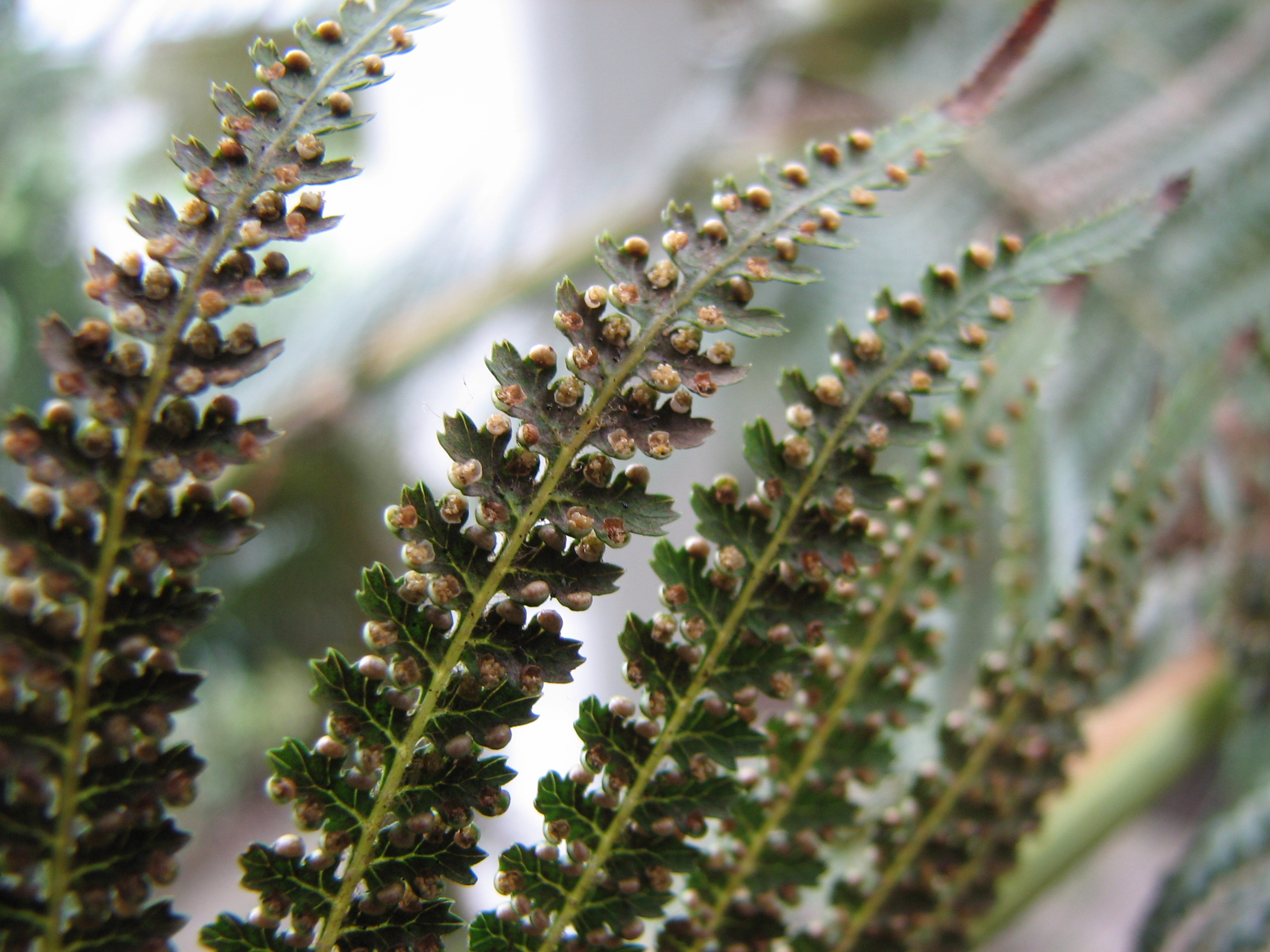
Výtrusné kupky na listu Dicksonia antarctica
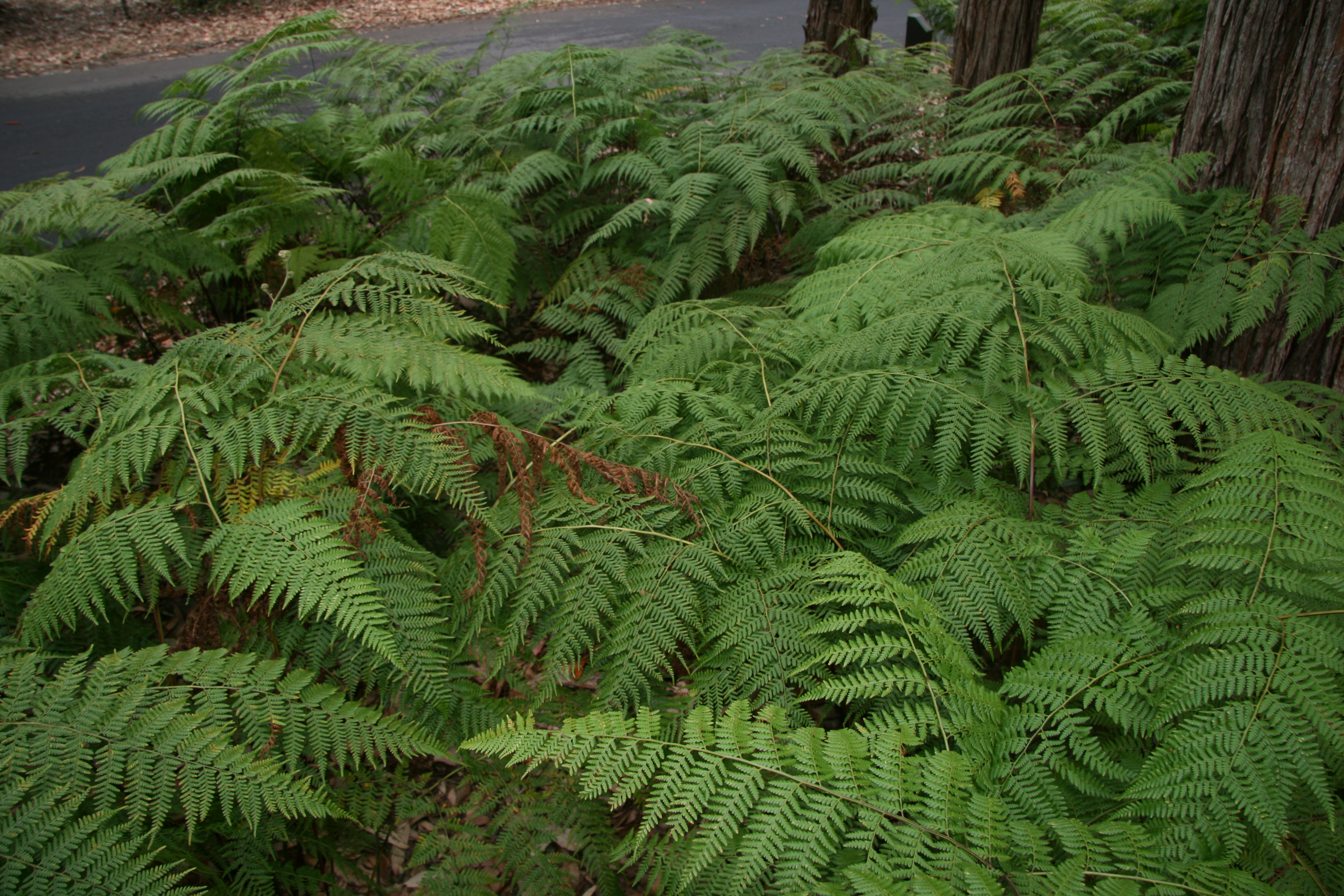
Porost Calochlaena dubia

## Rozšíření
Čeleď diksoniovité zahrnuje v současném taxonomickém pojetí asi 30 druhů ve 3 rodech. Vyskytuje se porůznu v tropech a v subtropech. Není zastoupena v Africe. Nejvíce druhů roste na tichomořských ostrovech a v jihovýchodní Asii a Australasii. Největší rod, diksonie (Dicksonia, asi 20 druhů), je rozšířen v jihovýchodní Asii a australské oblasti od Malajsie po ostrovy Samoa, v tropické Americe a na ostrovech Juan Fernandez. Rod Calochlaena zahrnuje 5 druhů. Vyskytují se v Melanésii, Polynésii a východní Austrálii. Lophosoria quadripinnata roste v tropické Americe od Mexika po Chile a jižní Brazílii.
V Evropě není čeleď Dicksoniaceae zastoupena (jediný evropský zástupce, Culcita macrocarpa, byl přeřazen do samostatné čeledi Culcitaceae).

## Taxonomie
Výsledky molekulárních studií ukázaly, že čeleď Dicksoniaceae v klasickém pojetí je parafyletická. Na základě studie, publikované v roce 2006, byl rod Culcita přeřazen do samostatné čeledi Culcitaceae a rod Cibotium do čeledi Cibotiaceae.

### Kladogram řáduCyatheales
|  | Loxomataceae                                                    |
|  |                                                                 |
|  | \| \| Culcitaceae \| \| \| \| \| \| Plagiogyriaceae \| \| \| \| |
|  |                                                                 |
|  | Culcitaceae                                                     |
|  |                                                                 |
|  | Plagiogyriaceae                                                 |
|  |                                                                 |

|  | Culcitaceae     |
|  |                 |
|  | Plagiogyriaceae |
|  |                 |

|  | Loxomataceae                                                    |
|  |                                                                 |
|  | \| \| Culcitaceae \| \| \| \| \| \| Plagiogyriaceae \| \| \| \| |
|  |                                                                 |
|  | Culcitaceae                                                     |
|  |                                                                 |
|  | Plagiogyriaceae                                                 |
|  |                                                                 |

|  | Culcitaceae     |
|  |                 |
|  | Plagiogyriaceae |
|  |                 |

|  | Cibotiaceae                                                   |
|  |                                                               |
|  | \| \| Metaxyaceae \| \| \| \| \| \| Dicksoniaceae \| \| \| \| |
|  |                                                               |
|  | Metaxyaceae                                                   |
|  |                                                               |
|  | Dicksoniaceae                                                 |
|  |                                                               |

|  | Metaxyaceae   |
|  |               |
|  | Dicksoniaceae |
|  |               |

|  | Cibotiaceae                                                   |
|  |                                                               |
|  | \| \| Metaxyaceae \| \| \| \| \| \| Dicksoniaceae \| \| \| \| |
|  |                                                               |
|  | Metaxyaceae                                                   |
|  |                                                               |
|  | Dicksoniaceae                                                 |
|  |                                                               |

|  | Metaxyaceae   |
|  |               |
|  | Dicksoniaceae |
|  |               |

|  | Loxomataceae                                                    |
|  |                                                                 |
|  | \| \| Culcitaceae \| \| \| \| \| \| Plagiogyriaceae \| \| \| \| |
|  |                                                                 |
|  | Culcitaceae                                                     |
|  |                                                                 |
|  | Plagiogyriaceae                                                 |
|  |                                                                 |

|  | Culcitaceae     |
|  |                 |
|  | Plagiogyriaceae |
|  |                 |

|  | Loxomataceae                                                    |
|  |                                                                 |
|  | \| \| Culcitaceae \| \| \| \| \| \| Plagiogyriaceae \| \| \| \| |
|  |                                                                 |
|  | Culcitaceae                                                     |
|  |                                                                 |
|  | Plagiogyriaceae                                                 |
|  |                                                                 |

|  | Culcitaceae     |
|  |                 |
|  | Plagiogyriaceae |
|  |                 |

|  | Cibotiaceae                                                   |
|  |                                                               |
|  | \| \| Metaxyaceae \| \| \| \| \| \| Dicksoniaceae \| \| \| \| |
|  |                                                               |
|  | Metaxyaceae                                                   |
|  |                                                               |
|  | Dicksoniaceae                                                 |
|  |                                                               |

|  | Metaxyaceae   |
|  |               |
|  | Dicksoniaceae |
|  |               |

|  | Cibotiaceae                                                   |
|  |                                                               |
|  | \| \| Metaxyaceae \| \| \| \| \| \| Dicksoniaceae \| \| \| \| |
|  |                                                               |
|  | Metaxyaceae                                                   |
|  |                                                               |
|  | Dicksoniaceae                                                 |
|  |                                                               |

|  | Metaxyaceae   |
|  |               |
|  | Dicksoniaceae |
|  |               |

## Zástupci
- diksonie (Dicksonia)[7]

## Význam
Diksonie Dicksonia antarctica je pěstována v klimaticky příhodných oblastech světa jako okrasná stromová kapradina. Snese teploty až -10 °C, roste však dosti pomalu. Dřeň vrchní části kmene obsahuje škrob a Aboridžinci ji v Austrálii využívali jako zdroj potravy.
Některé druhy diksonií jsou k vidění ve sklenících Pražské botanické zahrady v Tróji.

## Přehled rodů
Calochlaena, Dicksonia (včetně rodu Balantium), Lophosoria